# Усть-Кудинское муниципальное образование
Усть-Кудинское муниципальное образование — сельское поселение в составе Иркутского района Иркутской области России.
Административный центр — деревня Усть-Куда.

## Границы
Согласно закону «О статусе и границах муниципальных образований Иркутского района Иркутской области»

«…За начальную точку границы муниципального образования принята на границе по смежеству с Ангарским районом в устье р. Мегет. Далее граница проходит в северо-западном направлении по границе с Ангарским районом по протоке Зуевская, огибая западные границы о. Зуевский до северной его оконечности, затем граница поворачивает на восток, по протоке оставляя остров Березовый севернее и до фарватера р. Ангара, далее поворачивает под острым углом на северо-запад и проходит по правому берегу р. Ангара на расстоянии 4,85 км напротив юго-восточной оконечности о. Монастырский. Далее под острым углом поворачивает на восток и проходит по контуру ЗГЗ до границ с Уриковским муниципальным образованием на расстоянии 3 км. Далее граница проходит в северо-восточном, восточном направлении до р. Кашена на расстоянии 2 км. Далее идет в юго-восточном направлении по р. Кашена до р. Мха на расстоянии 6 км. Затем, огибая ЗГЗ, граница выходит на дорогу „Урик — Усть-Куда“ и пересекает её. Далее граница под острым углом поворачивает на юго-запад, огибает ЗГЗ и выходит на автомобильный мост через р. Мха. Затем по р. Мха граница проходит до впадения в р. Куда, до впадения р. Ангара, поворачивает на юг и идет до главного фарватера р. Ангара. Далее поворачивает на северо-запад, следуя в фарватере р. Ангара до устья р. Мегет.».

## Население
| 2010  | 2011  | 2012  | 2013  | 2014  | 2015  | 2016  |
| ----- | ----- | ----- | ----- | ----- | ----- | ----- |
| 2010  | ↗2024 | ↗2091 | ↗2141 | ↗2228 | ↗2254 | ↘2246 |
| 2017  | 2021  |       |       |       |       |       |
| ↗2279 | ↗2363 |       |       |       |       |       |

## Населённые пункты
В состав муниципального образования входит один населённый пункт — деревня Усть-Куда.